# دورا فابيان
دورا فابيان (بالألمانية: Dora Fabian)‏ هي كاتِبة ألمانية، ولدت في 28 مايو 1901 في برلين في ألمانيا، وتوفيت في 1 أبريل 1935.